# دهستان زانوس‌رستاق
زانوس رستاق، دهستانی است از توابع بخش کجور شهرستان نوشهر در استان مازندران ایران.

## جمعیت
براساس سرشماری سال ۱۳۸۵جمعیت آن ۴۹۱۵ نفر (۱۵۲۶ خانوار) بوده‌است.
گردآوری آمار و اطلاعات از کل جمعیت روستای زانوس به منظور شنـاخت ویژگی‌هـای جمعیـت و مسکن در راستـای تهیه‌ی اطلاعـات مورد نیاز در برنامه ریزی‌های توسعه اجتماعی، اقتصادی و فرهنگی و نیز فراهم آوردن چارچوب‌های مناسب برای بررسی‌های آماری هدف کلی سرشماری محسوب می‌شود.